# Rahue (comuna)
Rahue fue una comuna del sur de Chile que integró el antiguo departamento de Osorno de la provincia de Llanquihue. Existió entre 1919 y 1928.

## Historia
La comuna fue creada mediante Decreto 792 del 28 de febrero de 1919, el cual también creó la 14.a subdelegación «Tres Esteros» en el departamento de Osorno, a partir de la 5.a subdelegación Rahue. La nueva comuna quedó integrada por las subdelegaciones Rahue (5.a modificada), San Juan de la Costa (7.a) y Tres Esteros (14.a).
En 1920, según el censo de ese año, la comuna tenía 12 866 habitantes, con el 14,8 % del total viviendo en zona urbana (el distrito Rahue).
Sin embargo, en el año 1927, durante el gobierno del presidente Carlos Ibáñez del Campo, se realizó una nueva división administrativa del país, suprimiéndose la comuna de Rahue y traspasándose el departamento de Osorno a la provincia de Valdivia. Las razones que se esgrimieron fueron la insolvencia económica de la zona, ya que esta generaba pocos ingresos, además de la necesidad de crear una modernización territorial más eficiente. Las subdelegaciones 5.a y 7.a fueron anexadas a la comuna de Osorno, mientras que la 14.a subdelegación se traspasó a la comuna de Río Negro. La supresión se hizo afectiva a contar del 1 de febrero de 1928.

## Movimiento pro comuna de Rahue
Durante la primera década del siglo XXI nuevamente se propuso convertir el sector de Rahue en comuna.
En septiembre de 2008 el Gobierno ingresó al Congreso un proyecto de ley que creaba la comuna. El proyecto establecía que la nueva entidad tendría una superficie de 199 km², conformada por el sector de Rahue perteneciente a la comuna de Osorno, con una población de 61 000 habitantes.
En julio de 2009 fue aprobado el primer paso del trámite en la Cámara de Diputados, por 96 votos a favor y sólo una abstención; faltando solo el visto bueno del Senado para que hubiera sido aprobado como ley de la República. Sin embargo, el proceso para la transformación en comuna quedó estancado luego de que el 5 de septiembre de 2010 se realizara en la comuna de Osorno una consulta ciudadana sobre el tema. El 74,53 % de los participantes, de un total de 12 715 votos, dijo «No» ante la pregunta de si estaba de acuerdo con crear la comuna de Rahue.
A pesar del revés, en los años siguientes vecinos han continuado abogando por la creación de la comuna.